# N. de Garis Davies
Norman de Garis Davies (1865 – Londra, 5 novembre 1941) e 
Anna Macpherson Cummings, detta Nina, coniugata de Garis Davies (Salonicco, 6 gennaio 1881 – Londra, 21 aprile 1965), sono stati due egittologi, illustratori e copisti britannici che lavorarono nella prima metà del XX secolo disegnando e registrando graficamente reperti e siti dell'Antico Egitto.

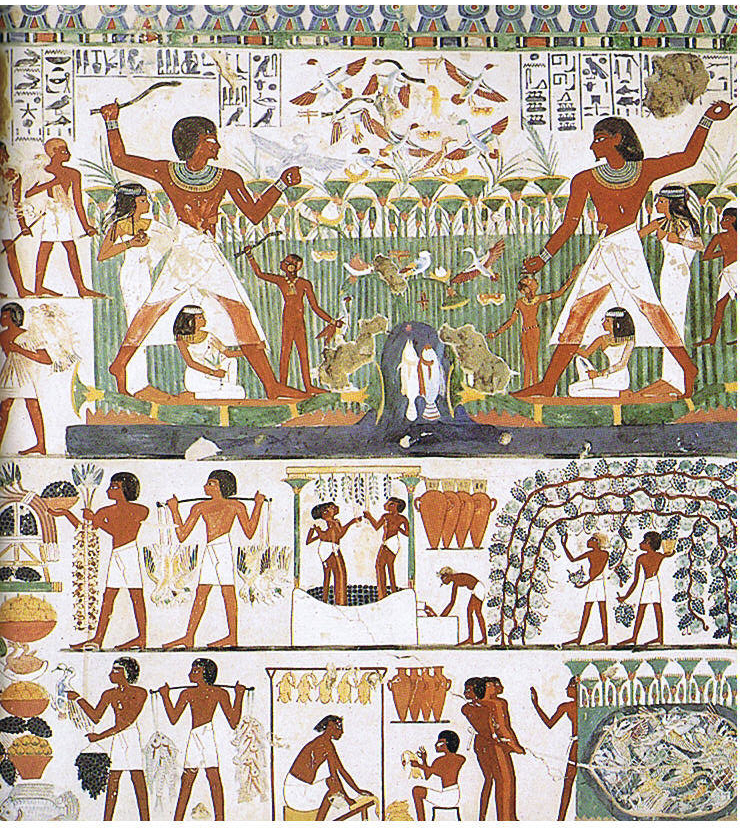
N. de Garis Davies, 1907: dipinti parietali dalla tomba TT52 di Nakht

I loro lavori, benché distinti, furono quasi sempre pubblicati con l’unica iniziale del nome, uguale per entrambi, "N. de Garis Davies", ed è perciò difficile, oggi, individuare chi sia stato l’autore effettivo di alcune illustrazioni.

## Nina
Anna Macpherson Cummings, detta Nina, nacque a Salonicco, in Grecia, nel 1881 da famiglia scozzese. Nel 1894, a seguito della morte del padre, Cecil, rientrò in Scozia.
Durante una vacanza ad Alessandria d'Egitto, nel 1906, conobbe Norman de Garis Davies che sposò l'8 ottobre 1907 a Londra per stabilirsi poi nei pressi della Necropoli tebana, sulla riva occidentale del Nilo a Luxor, in Egitto, ove i due iniziarono a documentare i dipinti delle tombe e, segnatamente, delle Tombe dei Nobili. Nina, che maturò una considerevole preparazione che le consentiva di produrre rapidamente ottime repliche dei disegni parietali, produceva disegni per il Metropolitan Museum di New York e per Alan Gardiner.

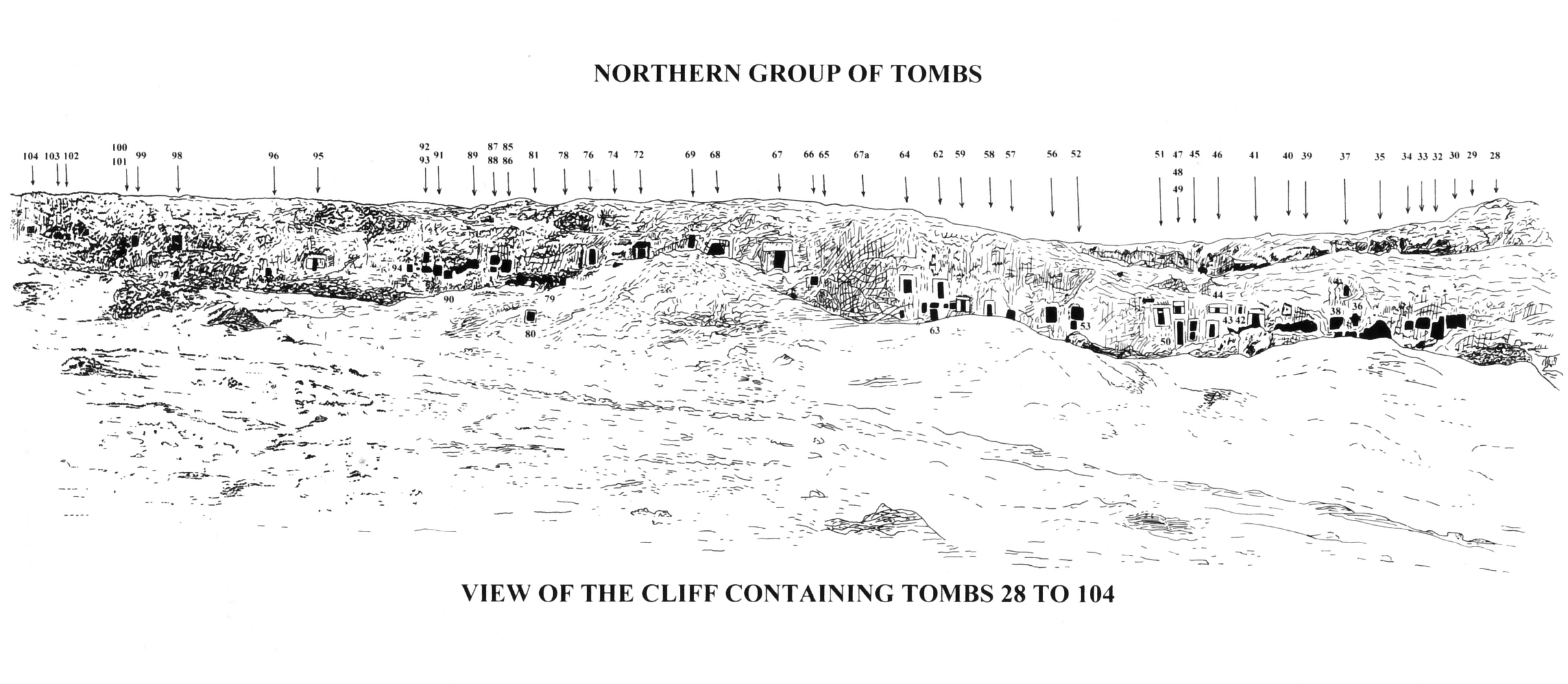
Norman de Garis Davies (1902): Deir el-Gebrawi: gruppo di tombe settentrionali, veduta della collina con le tombe da 28 a 104

## Norman
Norman de Garis Davies studiò teologia all'Università di Glasgow e conseguì un dottorato all'università tedesca di Marburgo. Divenne pastore della Chiesa Congregazionale ad Ashton-under-Lyne, in Inghilterra e nel 1897 per la prima volta visitò l’Egitto. Qui lavorò, a Dendera, per Flinders Petrie e divenne capo della Egypt Exploration Society. Tra il 1898 e il 1907 Norman documentò le tombe egiziane, e di Amarna divenendo esperto anche nell'interpretazione dei geroglifici nei contesti parietali.

## Impegno sul campo
Nel 1907 una spedizione egiziana fu incaricata di realizzare riproduzioni dei dipinti parietali delle tombe di Luxor, sulla sponda occidentale del Nilo (nell’area della Necropoli tebana, di Deir el-Medina, della Valle dei Re e delle Regine), per il Metropolitan Museum di New York. Norman, Nina ed altri artisti eseguirono disegni delle tombe usando una tecnica che permetteva di riprodurre la replica esatta dei colori. Nella maggior parte dei casi le riproduzioni riflettevano la situazione dei dipinti per come si trovavano all'atto del rilievo, compresi ogni danneggiamento causato dai millenni trascorsi o da intervento umano. In altri casi si preferì ricreare i dipinti per come dovevano essere quando nacquero.
Norman, durante tale missione, svolse il duplice ruolodi disegnatore/copista e traduttore di geroglifici; i due artisti si firmavano, rispettivamente, "Na. deGD", per Nina, e "No.deGD", per Norman, ma in molti casi la firma è indicata come "NdeGD" il che non consente di differenziare l'autore effettivo. Le riproduzioni, che rappresentano scene di vita quotidiana, flora, fauna, cerimoniali e costumi funerari, spaziano attraverso dinastie e regni consentendo anche di evidenziarne le differenti tecniche artistiche e gli stili. 
Al 1941 erano state realizzate oltre 350 riproduzioni che sono oggi il cuore del dipartimento egiziano del Metropolitan Museum. 
Nina e Norman de Garis Davies lavorarono per la Egypt Exploration Society di Londra e per l’Oriental Institute di Chicago documentando, inoltre, altri siti egiziani come Abido e Amarna.
I due rientrarono in Inghilterra nel 1939; qui Norman morì nel 1941, mentre Nina nel 1965.

## Collezioni
- Il MetropolitanMuseum detiene 413 opere dei Garis Davies nella sua collezione di cui 157 a firma di Nina, 59 di Norman e 15 con entrambe le firme. Tra queste:
  - Nina de Garis Davies, Netting Birds, Tomb of Khnumhotep, Egypt, Middle Kingdom, Dynasty 12, Reign of Amenemhat II, ca. 1897–1878 B.C., Tempera on Pape, MMA graphic expedition 1931[8]
  - Nina de Garis Davies, Sculptors at Work, Tomb of Rekhmire (TT 100), Egypt, New Kingdom, Dynasty 18, Reign of Thutmose III–early Amenhotep II, ca. 1479–1425 B.C., Tempera on Paper[9]
  - Norman de Garis Davies, Leaders of a Group of Asiatics, Egypt, Middle Kingdom, Dynasty 12, Reign of Senwosret II, ca. 1887–1878 B.C., MMA graphic expedition 1931, Tempera on paper[10]
- Il BritishMuseum di Londra detiene 22 dipinti di Nina realizzati nel 1936 per Alan Gardiner. Tra questi:
  - Nina de Garis Davies, Fig gatherers with baboons in the trees from the tomb of Khnumhotep II, Ancient Egypt & Sudan[12]
  - Nina de Garis Davies, Goldsmiths and Joiners, Ancient Egypt & Sudan[13]

## Pubblicazioni
Alcune delle pubblicazioni relative al lavoro di Nina e Norman de Garis Davies:
- 1901 Egypt Exploration Fund: Norman de Garis Davies. The Rock Tombs of Sheikh Saïd.
- 1902 Egypt Exploration Fund: Norman de Garis Davies; Walter Ewing Crum; George Albert Boulenger. The Rock Tombs of Deir El Gebrâwi: Tomb of the Aba and smaller tombs of the souther group.
- 1906 Egypt Exploration Fund: Norman de Garis Davies; Seymour de Ricci; Geoffrey Thorndike Martin. The Rock Tombs of El-A̕marna: The tomb of Meyra.
- 1908: Norman de Garis Davies; Seymour de Ricci. The Rock Tombs of El Amarna: Smaller tombs and boundary stelae.
- 1908 Egypt Exploration Fund: Norman de Garis Davies; Seymour de Ricci; Geoffrey Thorndike Martin.The Rock Tombs of El-A̕marna: The tomb of Meyra.
- 1911 Metropolitan Museum of Art: Norman de Garis Davies. Graphic Work of the Egyptian Expedition.
- 1911 Metropolitan Museum of Art: Norman de Garis Davies. The Rock-cut Tombs of ShiekhAbd El Qurneh, at Thebes.
- 1913 K. Paul, Trench, Trübner: Norman de Garis Davies. Five Theban Tombs: (being Those of Mentuherkhepeshef, User, Daga, Nehemawäy and Tati).
- 1915 Egypt Exploration Fund: Nina Macpherson Davies; Norman de Garis Davies, Alan Henderson Gardiner. The Theban Tombs Series. Edited by Norman de Garis Davies and Alan H. Gardiner.
- 1917 The Museum: Norman de Garis Davies. The Tomb of Nakht at Thebes.
- 1918 Metropolitan Museum of Art: Egyptian Expedition; Norman de Garis Davies. The Egyptian Expedition, 1916-17.
- 1920 Metropolitan Museum of Art: Egyptian Expedition: Ambrose Lansing; Norman de Garis Davies, Hugh Gerard Evelyn-White (1920). The Egyptian Expedition, 1916-1919.
- 1920 Egypt Exploration Society:  Norman de Garis Davies. An Alabaster Sistrum Dedicated by King Teta.
- 1920 Egypt Exploration Society: Norman de Garis Davies; Alan Henderson Gardiner. The Tomb of Antefoker, Visier of Sesostris I, and of His Wife, Senet.
- 1923 Victoria and Albert Museum: Nina de Garis Davies; Sir Alan H. Gardiner. Facsimiles of Theban Wall-paintings by Nina de Garis Davies Lent by Alan H. Gardiner.
- 1925 Metropolitan Museum of Art: Egyptian Expedition: Albert Frisch; Emery Walker, Nina De Garis Davies, Norman de Garis Davies. Egyptian Wall Paintings from Copies by Norman de Garis Davies, Nina de Garis Davies and H.R. Hopgood.
- 1933 Egyptian Expedition, Metropolitan Museum of Art: Norman de Garis Davies. The tomb of Nefer-hotep at Thebes.

### Annotazioni
1. ↑  Dayr al-Gabrawi è il nome moderno dell'antica Nehen, capitale del XII nomo dell'Alto Egitto.

### Fonti
1. ↑  Strudwick,  .pdf, p.1, verificato 8.10.2017.
2. ↑   Wilkinson 1983,  p. 14.
3. 1 2   Wilkinson 1983,  p. 15.
4. ↑   Strudwick,  .pdf, p. 1, verificato 8.10.2017.
5. ↑   Met Collections.